# Louis Chevrolet Swiss Watches
 (juin 2018).
Si vous disposez d'ouvrages ou d'articles de référence ou si vous connaissez des sites web de qualité traitant du thème abordé ici, merci de compléter l'article en donnant les références utiles à sa vérifiabilité et en les liant à la section « Notes et références ».

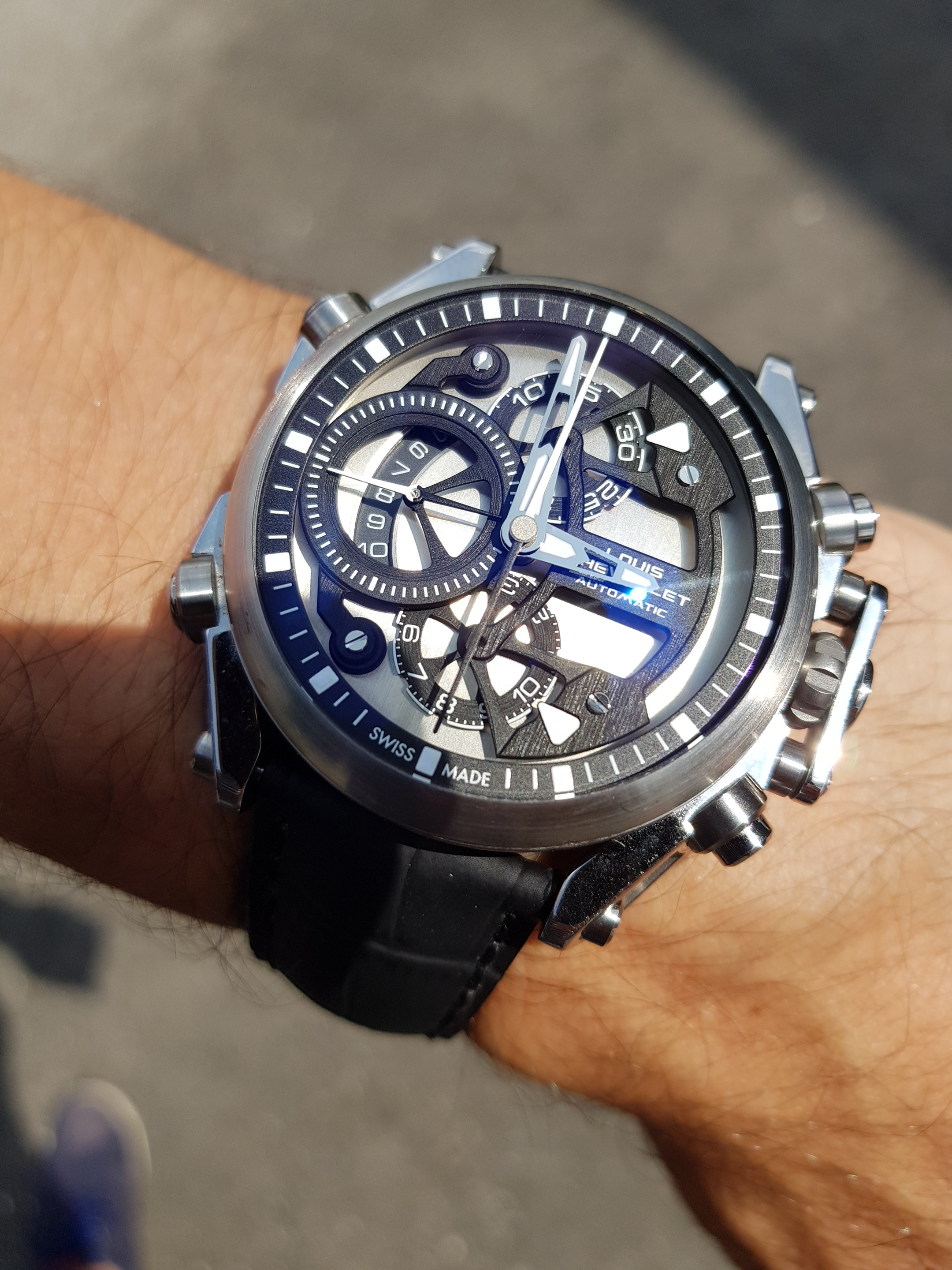
Montre Louis Chevrolet Chrono-Tour Classic

Louis Chevrolet Swiss Watches est une entreprise horlogère suisse fondée en 2006.

## Historique
Le nom de la marque est lié à Louis Chevrolet, fondateur de la Chevrolet Motors Car Company en 1911 et coureur automobile à succès. Fils d’horloger, il était originaire de Bonfol dans le Jura Suisse, village situé à quelques kilomètres de la manufacture actuelle.
Fondée au début de l'année 2006 par Josette et André Saunier, la marque de montre Louis Chevrolet Swiss Watches est établie dans le Jura Suisse, à Porrentruy. Société sœur d’AJS-Production, sa manufacture, elle emploie usuellement une trentaine de personnes.

## Montres
Les montres sont commercialisées sous le nom Louis Chevrolet Swiss Watches, mais le nom de marque déposé au niveau mondial est Louis Chevrolet et est totalement indépendant de General Motors, détenteur de la marque de voiture Chevrolet.
Elles sont de manufacture suisse, et ont toutes le label Swiss made. La majorité des composants et des interventions sont réalisées dans la manufacture à Porrentruy.
Selon les modèles, les montres sont équipées de mouvements quartz, chronographe quartz, automatique ou chronographe automatique.
En décembre 2016, l'entreprise change de stratégie en créant un seul et unique modèle vendu que par le biais de sa plateforme internet.